# Defensor del Ciudadano de Granada
El Defensor del Ciudadano de Granada es una Institución Municipal encargada de
defender los derechos fundamentales y las libertades públicas de la ciudadanía
granadina mediante la supervisión de la actuación de la Administración Local.
Es elegido por el Excmo. Ayuntamiento Pleno de Granada. Actualmente el cargo lo desempeña
Manuel Martín García. Su función es de enlace y colaboración entre la ciudadanía granadina y la
administración municipal, así como del resto de los organismos y entidades
dependientes de la misma.
El Defensor del Ciudadano de Granada no estará sujeto a mandato imperativo
alguno.No recibirá instrucciones de ninguna autoridad y desempeñará sus funciones
con autonomía, transparencia y objetividad.
Cualquier ciudadano puede acudir al Defensor del Ciudadano y solicitar su
intervención para que investigue cualquier actuación de la Administración municipal
o sus agentes, presuntamente irregular. También puede intervenir de oficio en caso
que lleguen a su conocimiento, aunque no se haya reclamado sobre ellos.
Su intervención es gratuita, sencilla y totalmente reservada.
El Defensor del Ciudadano de Granada da cuenta de su gestión al Pleno Municipal
del Ayuntamiento de Granada en un informe anual y puede presentar informes
especiales sobre asuntos que considere graves, urgentes o que requieran especial
atención.

## Funciones
Sus funciones principales son:
- Servir de enlace y colaboración entre la administración municipal y la ciudadanía granadina
- Prestar un servicio integral de atención, escucha, información, asesoramiento, mediación, orientación y ayuda a la ciudadanía
- Facilitar una mayor transparencia administrativa, simplificar procedimientos y trámites y hacer más comprensible la administración al ciudadano
- Atender, resolver y canalizar las quejas, reclamaciones y sugerencias que se presenten, derivarlas hacia los servicios municipales correspondientes o en su caso a otras instancias ajenas a la administración local
- Realizar un seguimiento permanente de las distintas demandas recibidas, y de su debida atención y resolución
- Mejorar el encuentro, entendimiento y la buena vecindad, fomentando las buenas prácticas vecinales y acercando la administración hacia un modelo cada vez más integral de participación
- Recoger las distintas peticiones y necesidades ciudadanas recibidas, y conocer qué cuestiones pueden resultar novedosas y necesarias, para su posible consideración o puesta en marcha por parte de las distintas áreas
- Formular y elevar informes y propuestas de todos aquellos aspectos sobre los que hayan presentado sugerencias, demandas, quejas y que puedan favorecer las buenas relaciones entre el Ayuntamiento y la ciudadanía de Granada
- Servir como observatorio específico para el diagnóstico del funcionamiento de la administración municipal, evaluando el grado de satisfacción de los usuarios con los servicios y sometiendo al equipo de gobierno propuestas para alcanzar la excelencia posible en su funcionamiento.